# Callosciurus notatus
Callosciurus notatus е вид гризач от семейство Катерицови (Sciuridae). Видът не е застрашен от изчезване.

## Разпространение и местообитание
Разпространен е в Бруней, Индонезия (Бали, Калимантан, Малки Зондски острови, Суматра и Ява), Малайзия (Западна Малайзия), Сингапур и Тайланд.
Обитава градски и гористи местности, градини, храсталаци и плантации в райони с тропически климат. Среща се на надморска височина от 17 до 61,6 m.

## Описание
На дължина достигат до 20,4 cm, а теглото им е около 209,5 g.
Продължителността им на живот е около 9,6 години. Популацията на вида е нарастваща.